# Glee (mùa 2)
Mùa thứ hai của sê ri phim truyền hình nhạc kịch hài Glee được phát sóng lần đầu tiên từ ngày 21 tháng 9 năm 2010 đến ngày 24 tháng 5 năm 2011 trên Fox tại Mỹ. 22 tập phim được sản xuất bởi 20th Century Fox Television và Ryan Murphy Television, do Dante Di Loreto cũng như các tác giả Ryan Murphy và Brad Falchuk chỉ đạo sản xuất, cùng với đồng tác giả và đồng sản xuất Ian Brennan.
Glee xoay quanh nhóm hát New Directions của trường trung học hư cấu McKinley ở Lima, Ohio. Mùa thứ hai kể về quá trình của nhóm từ các giải đấu khu vực đến giải vô địch quốc gia ở thành phố New York, trong lúc các thành viên giải quyết những vấn đề như giới tính, các mối quan hệ, tôn giáo, sự kỳ thị giới tính, bắt nạt, những tin đồn, sử dụng rượu bia khi chưa đủ tuổi cũng như những vấn đề xã hội khác. Các nhân vật trung tâm bao gồm huấn luyện viên nhóm hát Will Schuester (Matthew Morrison), huấn luyện viên đội cổ vũ Sue Sylvester (Jane Lynch), giáo viên cố vấn Emma Pillsbury (Jayma Mays), các thành viên nhóm hát Artie Abrams (Kevin McHale), Brittany Pierce (Heather Morris), Finn Hudson (Cory Monteith), Kurt Hummel (Chris Colfer), Mercedes Jones (Amber Riley), Noah "Puck" Puckerman (Mark Salling), Quinn Fabray (Dianna Agron), Rachel Berry (Lea Michele), Santana Lopez (Naya Rivera), Mike Chang (Harry Shum Jr.) và Tina Cohen-Chang (Jenna Ushkowitz), bên cạnh đó là vợ cũ của Will Terri (Jessalyn Gilsig) và bố Kurt Burt (Mike O'Malley)
Mặc dù có nhiều tập phim được đánh giá cao, mùa thứ hai nhận được những phản hồi trái chiều từ phía các nhà phê bình. Về mặt âm nhạc, mùa thứ hai tiếp tục thành công của mùa thứ nhất với 5 album nhạc phim và hơn 100 đĩa đơn trực tuyến được phát hành. Glee cũng phá kỷ lục về số lượng bài hát của cùng một nghệ sĩ xuất hiện trên bảng xếp hạng Billboard Hot 100 với 156 bài khi mùa thứ hai kết thúc. Hai đĩa đơn "Teenage Dream" và "Loser Like Me" đều đạt hơn 200,000 lượt tải về trong tuần đầu tại Mỹ đồng thời lọt vào top 10 ở Mỹ và Canada, cũng như được chứng nhận đĩa vàng ở Mỹ. Mùa phim được đề cử 12 giải Emmy, 5 giải Quả cầu vàng, 5 giải Satellite Awards và hơn 50 giải khác. Ba bộ DVD đã được phát hành, bao gồm Glee – Season 2, Volume 1 (từ tập 1 đến tập 10), Glee – Season 2, Volume 2 (từ tập 11 đến tập 22) và Glee – The Complete Second Season.

## Danh sách các tập
| Thứ tự trong cả phim | Thứ tự trong mùa 2 | Tên                          | Đạo diễn            | Kịch bản                    | Ngày phát sóng       | Mã sản xuất | Lượng người xem ở Mỹ (triệu) |
| -------------------- | ------------------ | ---------------------------- | ------------------- | --------------------------- | -------------------- | ----------- | ---------------------------- |
| 23                   | 1                  | "Audition"                   | Brad Falchuk        | Ian Brennan                 | 21 tháng 9 năm 2010  | 2ARC01      | 12.45                        |
| 24                   | 2                  | "Britney/Brittany"           | Ryan Murphy         | Ryan Murphy                 | 28 tháng 9 năm 2010  | 2ARC02      | 13.51                        |
| 25                   | 3                  | "Grilled Cheesus"            | Alfonso Gomez-Rejon | Brad Falchuk                | 5 tháng 10 năm 2010  | 2ARC03      | 11.20                        |
| 26                   | 4                  | "Duets"                      | Eric Stoltz         | Ian Brennan                 | 12 tháng 10 năm 2010 | 2ARC04      | 11.36                        |
| 27                   | 5                  | "The Rocky Horror Glee Show" | Adam Shankman       | Ryan Murphy & Tim Wollaston | 26 tháng 10 năm 2010 | 2ARC05      | 11.76                        |
| 28                   | 6                  | "Never Been Kissed"          | Bradley Buecker     | Brad Falchuk                | 9 tháng 11 năm 2010  | 2ARC06      | 10.99                        |
| 29                   | 7                  | "The Substitute"             | Ryan Murphy         | Ian Brennan                 | 16 tháng 11 năm 2010 | 2ARC07      | 11.70                        |
| 30                   | 8                  | "Furt"                       | Carol Banker        | Ryan Murphy                 | 23 tháng 11 năm 2010 | 2ARC08      | 10.41                        |
| 31                   | 9                  | "Special Education"          | Paris Barclay       | Brad Falchuk                | 30 tháng 11 năm 2010 | 2ARC09      | 11.68                        |
| 32                   | 10                 | "A Very Glee Christmas"      | Alfonso Gomez-Rejon | Ian Brennan                 | 7 tháng 12 năm 2010  | 2ARC10      | 11.07                        |
| 33                   | 11                 | "The Sue Sylvester Shuffle"  | Brad Falchuk        | Ian Brennan                 | 6 tháng 2 năm 2011   | 2ARC11      | 26.80                        |
| 34                   | 12                 | "Silly Love Songs"           | Tate Donovan        | Ryan Murphy                 | 8 tháng 2 năm 2011   | 2ARC12      | 11.58                        |
| 35                   | 13                 | "Comeback"                   | Bradley Buecker     | Ryan Murphy                 | 15 tháng 2 năm 2011  | 2ARC13      | 10.53                        |
| 36                   | 14                 | "Blame It on the Alcohol"    | Eric Stoltz         | Ian Brennan                 | 22 tháng 2 năm 2011  | 2ARC14      | 10.58                        |
| 37                   | 15                 | "Sexy"                       | Ryan Murphy         | Brad Falchuk                | 8 tháng 3 năm 2011   | 2ARC15      | 11.92                        |
| 38                   | 16                 | "Original Song"              | Bradley Buecker     | Ryan Murphy                 | 15 tháng 3 năm 2011  | 2ARC16      | 11.15                        |
| 39                   | 17                 | "A Night of Neglect"         | Carol Banker        | Ian Brennan                 | 19 tháng 4 năm 2011  | 2ARC17      | 9.80                         |
| 40                   | 18                 | "Born This Way"              | Alfonso Gomez-Rejon | Brad Falchuk                | 26 tháng 4 năm 2011  | 2ARC18      | 8.62                         |
| 41                   | 19                 | "Rumours"                    | Tim Hunter          | Ryan Murphy                 | 3 tháng 5 năm 2011   | 2ARC19      | 8.85                         |
| 42                   | 20                 | "Prom Queen"                 | Eric Stoltz         | Ian Brennan                 | 10 tháng 5 năm 2011  | 2ARC20      | 9.29                         |
| 43                   | 21                 | "Funeral"                    | Bradley Buecker     | Ryan Murphy                 | 17 tháng 5 năm 2011  | 2ARC21      | 8.97                         |
| 44                   | 22                 | "New York"                   | Brad Falchuk        | Brad Falchuk                | 24 tháng 5 năm 2011  | 2ARC22      | 11.80                        |

## Sản xuất
Mùa thứ hai được sản xuất bởi 20th Century Fox Television và Ryan Murphy Television, được phát sóng trên Fox ở Mỹ. Chỉ đạo sản xuất bao gồm Dante Di Loreto cũng như các tác giả Ryan Murphy và Brad Falchuk. Tất cả các tập phim đều do Ryan, Brad và Ian Brennan viết kịch bản. Ryan và Brad mỗi người đều đạo diễn 3 tập phim, các tập còn lại do Alfonso Gomez-Rejon, Eric Stoltz, Adam Shankman, Bradley Buecker, Carol Banker, Paris Barclay, Tate Donovan và Tim Hunter đạo diễn. Kinh phí sản xuất cho mỗi tập từ 3.2 triệu đến 3.8 triệu đô la Mỹ, tăng 20% so với mùa thứ nhất, trừ tập 11 được ước tính lên tới 5 triệu đô la Mỹ, và tập cuối được ghi hình trong vòng một tuần ở thành phố New York với mức kinh phí 6 triệu đô la Mỹ, cao nhất từ trước đến nay đối với một tập phim Glee.
Mùa phim bắt đầu được phát sóng từ ngày 21 tháng 9 năm 2010 vào 8 giờ tối (ET) thứ Ba. Tập đặc biệt "The Sue Sylvester Shuffle" được phát sóng sau khi Super Bowl XLV diễn ra vào ngày 6 tháng 2 năm 2011. Sau đó, Fox dự định chuyển giờ chiếu của phim thành 9 giờ tối thứ Tư, nhưng đã xem xét lại lịch chiếu của mình và quyết định vẫn giữ Glee ở thứ Ba để tập trung phát triển các chương trình khác ở thứ Tư và thứ Năm. Tập 18, "Born This Way", là tập phim dài 90 phút đầu tiên của Glee. Mùa thứ hai kết thúc vào ngày 24 tháng 5 năm 2011, tập cuối được phát sóng vào lúc 9 giờ tối (ET) sau đêm chung kết của American Idol. Việc thực hiện mùa thứ ba được công bố vào ngày 23 tháng 5 năm 2010 trước khi mùa thứ nhất kết thúc.
Ryan Murphy muốn mùa thứ hai tập trung vào các nhân vật phụ trong mùa thứ nhất, đặc biệt là Santana, Brittany và Mike. Ông cho biết, "Tất cả mọi người đều có cơ hội tỏa sáng. Thay vì nhồi nhét làm cho mùa thứ hai trở nên to tát, điều mà mọi người dự đoán, chúng tôi sẽ đi vào chiều sâu. Chúng tôi sẽ tiếp tục những cốt truyệt của các nhân vật chính, nhưng cũng sẽ dành thời gian cho các nhân vật phụ. Ai cũng sẽ có những khoảng khắc của riêng mình."
Chỉ có hai tập phim tribute: "Britney/Brittany" (Britney Spears) và "Rumours" (album Rumours của Fleetwood Mac). Thêm vào đó, tập 5, "The Rocky Horror Glee Show", lấy chủ đề The Rocky Horror Show. Mặc dù Ryan định cho ra mắt những bài hát tự sáng tác ngay từ tháng 10 năm 2009, chúng xuất hiện lần đầu trong phim ở mùa thứ hai.

## Diễn viên

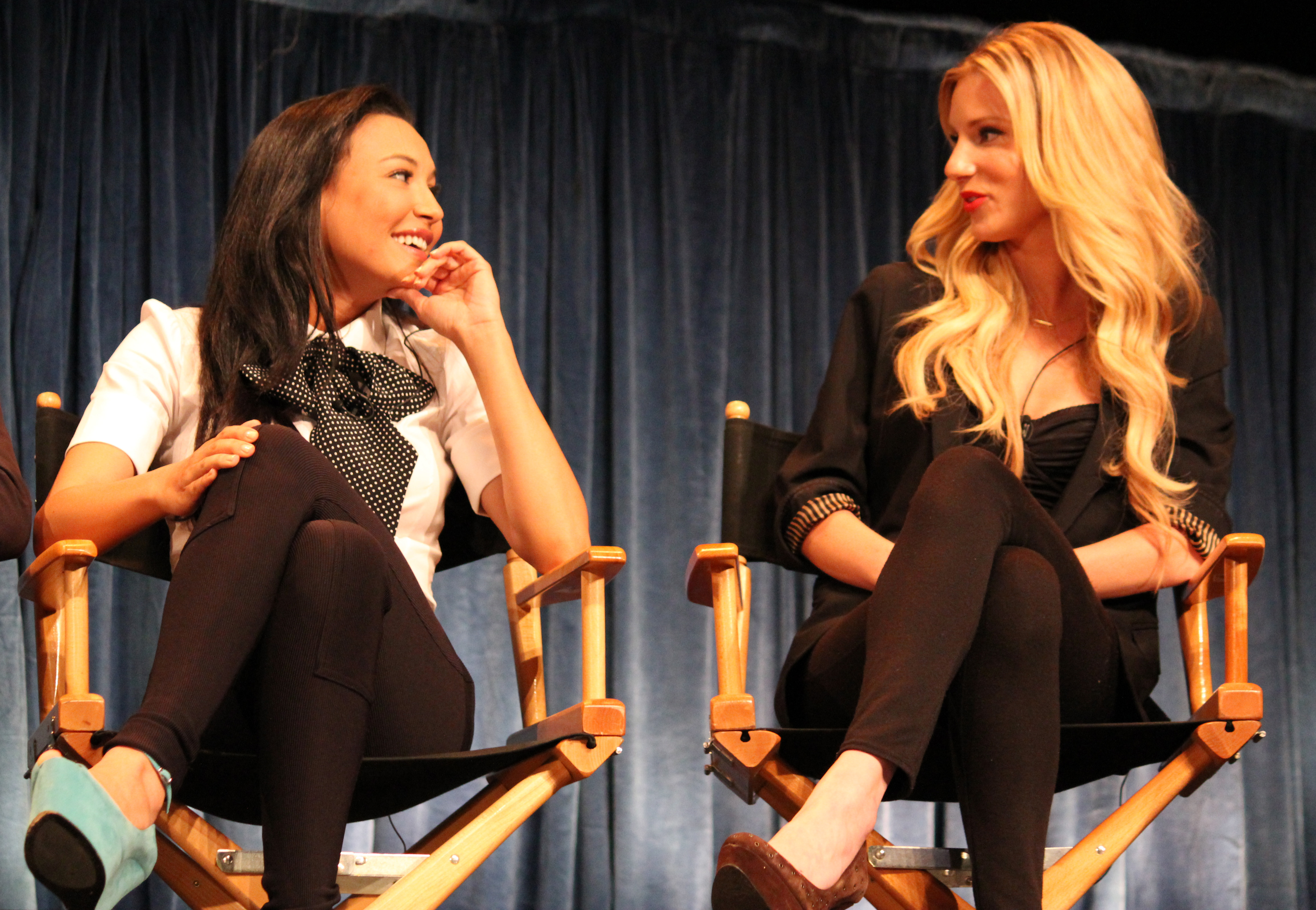
Naya Rivera (trái) và Heather Morris (diễn viên) (phải) đều trở thành diễn viên chính của phim trong mùa thứ hai

Mười hai diễn viên chính của mùa thứ nhất đều quay trở lại trong mùa thứ hai: Matthew Morrison vai huấn luyện viên nhóm hát Will Schuester, Jane Lynch vai huấn luyện viên đội cổ vũ Sue Sylvester, Jayma Mays vai giáo viên cố vấn Emma Pillsbury, Jessalyn Gilsig vai vợ cũ của Will Terri Schuester, cũng như Dianna Agron, Chris Colfer, Kevin McHale, Lea Michele, Cory Monteith, Amber Riley, Mark Salling, Harry Shum Jr. và Jenna Ushkowitz vai các thành viên của nhóm hát, bao gồm Quinn Fabray, Kurt Hummel, Artie Abrams, Rachel Berry, Finn Hudson, Mercedes Jones, Noah "Puck" Puckerman, Mike Chang và Tina Cohen-Chang. Heather Morris và Naya Rivera, trước đây đảm nhận hai vai phụ Brittany Pierce và Santana Lopez, trở thành các diễn viên chính trong phim, cũng như Mike O'Malley vai bố của Kurt Burt Hummel.
Hai diễn viên phụ Harry Shum, Jr. và Ashley Fink cũng đảm nhận các vai Mike Chang và Lauren Zizes, thành viên của New Directions. Hai diễn viên phụ khác từ mùa thứ nhất đã không quay trở lại, bao gồm Dijon Talton vai thành viên nhóm hát Matt Rutherford và Patrick Gallagher vai huấn luyện viên đội bóng bầu dục Ken Tanaka (được thay thế bởi Dot-Marie Jones vai Shannon Beiste). Các diễn viên phụ tiếp tục tham gia phim bao gồm Iqbal Theba vai hiệu trưởng Figgins, Stephen Tobolowsky vai cựu huấn luyến viên nhóm hát Sandy Ryerson, Romy Rosemont vai mẹ Finn Carole Hudson, Max Adler vai Dave Karofsky, James Earl vai Azimio, Josh Sussman vai phóng viên của tờ báo trường Jacob Ben Israel, Lauren Potter vai thành viên đội cổ vũ Becky Jackson, Jonathan Groff vai bạn trai cũ của Rachel Jesse St. James và Kristin Chenoweth vai April Rhodes. Một số nhân vật phụ mới cũng được bổ sung như Chord Overstreet vai Sam Evans, Darren Criss vai Blaine Anderson, Cheyenne Jackson vai Dustin Goolsby, Charice vai Sunshine Corazon, John Stamos vai nha sĩ Carl Howell và Gwyneth Paltrow vai Holly Holliday.
Meat Loaf và Barry Bostwick, hai diễn viên chính trong The Rocky Horror Picture Show, xuất hiện trong tập 5 với vai quản lý đài truyền hình và đồng nghiệp của Sue. Adam Kolkin đảm nhận vai Kurt lúc 8 tuổi trong tập 3, và trong tập 7, một số diễn viên nhí vào vai phiên bản lúc nhỏ của các thành viên trong New Direction. Mẹ của Sue, Doris Sylvester (Carol Burnett), cũng xuất hiện. Nhà báo Katie Couric trở thành khách mời với tư cách là chính mình khi phỏng vấn Sue trong tập 11.
Một chương trình truyền hình thực tế với mục đích tuyển vai công khai cho phim ban đầu được lên kế hoạch phát sóng trên Fox trước khi mùa thứ hai bắt đầu nhưng đã bị hủy bỏ do Ryan Murphy muốn tập trung cho phim và lo rằng chương trình này sẽ ảnh hưởng không tốt đến Glee. Ý tưởng này được tiếp tục bởi Oxygen, và The Glee Project bắt đầu lên sóng từ tháng 6 năm 2011 sau khi mùa thứ hai kết thúc. Người chiến thắng nhận được một vai diễn khách mời trong mùa thứ ba của Glee. Cả bốn thí sinh lọt vào vòng chung kết đều đạt giải: hai giải nhất được xuất hiện trong 7 tập và hai giải nhì được xuất hiện trong 2 tập.

## Âm nhạc
Mùa thứ hai của Glee chuyển sang cover nhiều bài hát nằm trong Top 40 hơn so với mùa thứ nhất, nhằm thu hút khán giả trẻ. Sau khi sử dụng các bài hát của năm 2010 như "Just the Way You Are" của Bruno Mars và "Forget You" của Cee Lo Green, chỉ đạo âm nhạc PJ Bloom nhận xét, "Chúng tôi sử dụng các bài hát trong phim khi chúng đang thành công trên các bảng xếp hạng." Anh cho biết quá trình lựa chọn các bài hát, kiểm tra bản quyền, thu âm và ghi hình diễn ra ít nhất là trong vài tuần. Nhà sản xuất âm nhạc Adam Anders còn tiết lộ rằng việc này có thể còn diễn ra trước cả khi giải quyết vấn đề bản quyền bởi các tác giả của Glee có cơ hội được nghe trước các bài hát sắp ra mắt.

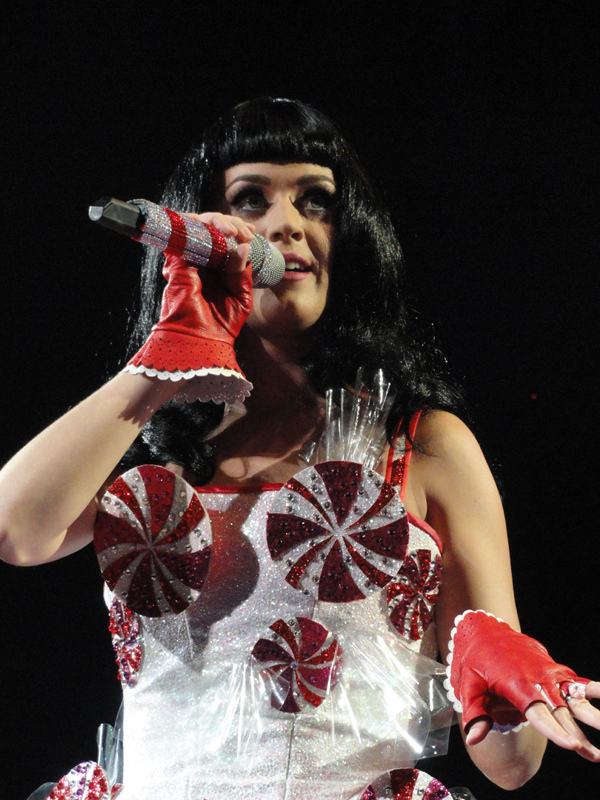
Phiên bản "Teenage Dream" của Katy Perry (trong ảnh) do Darren Criss thể hiện là bài hát bán chạy nhất trong ngày và tuần đầu tiên của Glee

EP Glee: The Music, The Rocky Horror Glee Show được phát hành giữa tháng 10 năm 2010 cùng với tập 5. Glee: The Music, The Christmas Album, bao gồm các bài hát với chủ đề Giáng sinh, được phát hành vào ngày 9 tháng 11 năm 2010, và Glee: The Music, Volume 4, bao gồm các bài hát trong nửa đầu mùa thứ hai, cũng được phát hành cuối tháng 11. Glee: The Music, Volume 5, bao gồm các bài hát từ tập 11 đến tập 16, được phát hành vào ngày 8 tháng 3 năm 2011. Glee: The Music Presents the Warblers, bao gồm các bài hát do Dalton Academy Warblers thể hiện, được phát hành vào ngày 19 tháng 4 năm 2011. Glee: The Music, Volume 6, album nhạc phim cuối cùng của mùa thứ hai, được phát hành vào ngày 23 tháng 5 năm 2011.
Âm nhạc của mùa thứ hai đã đạt được một số thành số thành công trên các bảng xếp hạng. Glee: The Music, The Rocky Horror Glee Show đạt thứ hạng cao nhất ở vị trí thứ 6 trên bảng xếp hạng Billboard 200 với 48,000 bản, lượng đĩa thấp nhất trong tuần đầu ở Mỹ so với các album khác của phim, nhưng đồng thời lại là thứ hạng cao nhất mà một album Rocky Horror từng đạt được. Glee: The Music, The Christmas Album và Glee: The Music, Volume 5 đều đạt vị trí đầu bảng, lần lượt ở Canada và Úc; album đạt thứ hạng cao nhất ở Mỹ là Glee: The Music Presents the Warblers ở vị trí thứ hai. Album nhạc Giáng sinh được chứng nhận bạch kim ở Mỹ, còn Glee: The Music, Volume 4 thì suýt được chứng nhận đĩa bạch kim đôi ở Úc. Bản cover "O Holy Night" xuất hiện lần đầu tiên ở vị trí đầu bảng trên bảng xếp hạng Holiday Digital Songs. Đĩa đơn đạt thứ hạng cao nhất trên bảng xếp hạng Billboard Hot 100 là bài hát tự sáng tác "Loser Like Me", xuất hiện lần đầu tiên ở vị trí thứ 6 với 210,000 lượt tải về trong tuần đầu, chỉ sau "Teenage Dream" của Katy Perry, và trở thành đĩa đơn đầu tiên của Glee đứng đầu bảng xếp hạng Digital Songs của Billboard, đồng thời vượt kỷ lục 177,000 lượt tải về trong tuần đầu của "Don't Stop Believin'". "Teenage Dream" và "Loser Like Me" là các đĩa đơn thứ hai và ba của Glee được chứng nhận đĩa vàng ở Mỹ; sau "Don't Stop Believin'".
Kỷ lục của một nhóm nhạc có nhiều bài hát xuất hiện trên bảng xếp hạng Billboard Hot 100 nhất, trước đó do The Beatles giữ, bị phá vỡ khi 6 bài hát trong tập 2, "Britney/Brittany", lọt vào bảng xếp hạng vào ngày 16 tháng 10 năm 2010, nâng tổng số các bài hát của Glee xuất hiện trên bảng xếp hạng này lên 75, đứng thứ ba trong tất cả các nghệ sĩ chỉ sau James Brown và Elvis Presley. 4 bài hát nữa lọt vào bảng xếp hạng vào ngày 18 tháng 11 năm 2010, nâng con số này lên 93 và giúp Glee vượt qua James Brown lên vị trí thứ nhì. Ngày 16 tháng 2 năm 2011, Glee được công bố là đã vượt qua Elvis để nắm giữ vị trí thứ nhất với 113 bài hát. Glee kết thúc mùa thứ hai với 156 bài hát lọt vào Billboard Hot 100. Các bản cover của phim đã tác động tích cực lên bản gốc của một số nghệ sĩ. Sau khi tập "Britney/Brittany" lên sóng, các bài hát của Britney Spears được cover bán được 35,000 bản. Tập "Rumours" thậm chí còn có sức ảnh hưởng lớn hơn tới album cùng tên của Fleetwood Mac: 5 ngày sau khi tập phim lên sóng, album Rumours lọt vào các bảng xếp hạng tại Úc ở vị trí thứ hai; đồng thời được chứng nhận đĩa vàng thứ 13 ở Úc vào cuối tháng 5.

## Sự đón nhận

### Đánh giá phê bình
Mặc dù Metacritic cho mùa thứ hai điểm trung bình 76/100 dựa trên 11 bài đánh giá, số điểm này có từ tháng 9 và tháng 10 năm 2010 và chỉ phản ánh hai tập đầu mà thôi. Toàn bộ mùa phim nhận được những phản hồi trái chiều từ các nhà phê bình. Robert Canning của IGN viết rằng tập cuối "New York" "là một kết thúc tạm ổn cho một mùa phim thú vị", còn Kevin Fallon của The Atlantic thì nói rằng mùa thứ hai "gây bực mình một cách không thể chối cãi" nhưng "vẫn có nhiều lý do để đón xem và thưởng thức". Anthony Benigno của The Faster Times và Todd VanDerWerff của The A.V. Club lần lượt cho mùa phim điểm "C+" và "B-" Brett Berk của Vanity Fair kết luận: "Chất lượng mùa thứ hai của Glee giống như địa hình của Utah, hay sự nghiệp diễn xuất của Amanda Peet—chỉ tạm chấp nhận được và phải dựa vào ngoại hình đẹp, nhưng đôi khi cũng có một vài khí chất riêng, khó hiểu, hãi hùng, và một chút u sầu—theo một cách hay." 
Một số tập phim bị phàn nàn bởi các nhóm lợi ích. Parents Television Council chỉ trích "Britney/Brittany", "Blame It on the Alcohol" và "Sexy" do những nội dung về vấn đề giới tính "Sexy" cụng bị quỹ từ thiện trẻ em Kidscape phê bình vì đã sử dụng một bài hát "hoàn toàn không phù hợp" của Gary Glitter. Gay & Lesbian Alliance Against Defamation thì phản đối việc sử dụng thuật ngữ "tranny" trong tập "The Rocky Horror Glee Show", Tập "The Substitute" cũng bị chỉ trích bởi National Alliance on Mental Illness vì sự mô tả hài hước về chứng đa nhân cách. Tuy nhiên, một số nhà phê bình vẫn khen ngợi phim vì sự đa dạng của mùa thứ hai. Akash Nikolas của Zap2It viết, "Đúng là phim thường được lên kịch bản một cách thất thường, nhưng điều mà nó thực hiện tốt nhất là tạo ra một ảo tưởng lạ lùng để cổ vũ "sự khác biệt", nhiều niềm vui và ít nỗi buồn. Không một chương trình truyền hình nào có một dàn diễn viên đa dạng như vậy: màu da khác nhau, giới tính khác nhau, thể hình khác nhau và thậm chí là cả người khuyết tật." 

### Lượng người xem
Tập đầu tiên của mùa, "Audition", lên sóng vào ngày 21 tháng 9 năm 2010 và đạt lượng người xem trung bình là 12.45 triệu ở Mỹ. Tập thứ hai, với các bài hát của Britney Spears, đạt 13.51 triệu người xem. 14 tập tiếp theo đều có lượng người xem từ 10.51 đến 11.92 triệu, trừ tập 11 được phát sóng vào ngày 6 tháng 2 năm 2011 sau khi Super Bowl diễn ra, đây cũng là tập phim có lượng người xem cao nhất của Glee với hơn 26.8 triệu người xem, đỉnh điểm ở mức 39.5 triệu.
Sau khi vắng mặt 5 tuần, phim bắt đầu lên sóng trở lại vào ngày 19 tháng 4 năm 2001 nhưng lượng người xem ở Mỹ giảm xuống dưới 10 triệu, đặc biệt là tập "Born This Way" dài 90 phút với lượng người xem thấp nhất mùa thứ 2 (8.62 triệu). Chỉ có tập cuối của mùa, lên sóng chậm hơn một tiếng so với thông thường để nhường chỗ cho tập áp chót của American Idol, đạt trên 10 triệu lượt xem (11.80 triệu).
Trong suốt mùa thứ hai, Glee nằm ở vị trí thứ 43 trên tổng số 268 chương trình giờ cao điểm có ít nhất 1 triệu người xem, với lượng người xem trung bình ở mức 10.11 triệu.
Một bài báo của The Hollywood Reporter vào ngày 25 tháng 1 năm 2011 cho biết rằng Glee đã trở thành chương trình truyền hình của Mỹ được xem nhiều nhất tại Anh.

### Giải thưởng

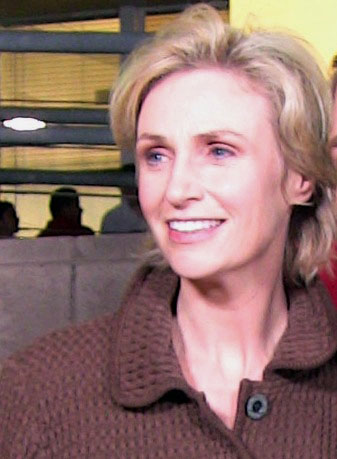
Jane Lynch (trong ảnh) nhận được các giải Dorian Award, Quả cầu vàng và People's Choice Award cho vai diễn của mình trong mùa thứ hai

Trong mùa thứ hai, Glee nhận được 45 đề cử và chiến thắng ở 3 hạng mục trên tổng số 5 đề cử cho giải Quả cầu vàng lần thứ 68, cũng như 2 hạng mục trên tổng số 4 đề cử của giải People's Choice Awards lần thứ 37, nhưng lại không nhận được giải nào trong số 5 đề cử cho giải Satellite Awards 2010, 3 đề cử cho giải Screen Actors Guild Awards lần thứ 17 và 2 đề cử cho giải NAACP Image Award. Glee cũng nhận được 9 đề cử cho giải Visibility Awards của AfterEllen.com và AfterElton.com và chiến thắng 4 giải, cũng như 4 giải khác từ Hiệp hội các nhà phê bình giải trí đồng tính tại giải Dorian Awards năm 2011, trong đó Chris Colfer và Jane Lynch cùng nhận được giải Vai diễn trong phim truyền hình hài của năm. Nhà sản xuất phim Alexis Martin Woodall nhận được giải Phim truyền hình do nữ sản xuất tại WIN Awards, trong số 3 đề cử dành cho Glee.
Glee trở thành một trong những chương trình truyền hình của năm do Viện phim Mỹ lựa chọn tại giải AFI Awards năm 2010, và cùng Modern Family nhận được giải sê ri phim truyền hình hài xuất sắc tại giải GLAAD Media Awards lần thứ 22. Nhà thiết kế trang phục cho phim Lou Eyrich cũng nhận được giải sê ri phim truyền hình đương đại xuất sắc tại giải Costume Designers Guild Awards năm 2010, các đạo diễn tuyển vai Robert J. Ulrich, Eric Dawson và Carol Kritzer nhận được một giải CSA Media Access Award cho hạng mục diễn viên tật nguyền. Glee cũng được đề cử tại giải British Academy Television Awards năm 2010 cho hạng mục Phim truyền hình quốc tế, và tại giải BRIT Awards năm 2011 cho hạng mục Phim quốc tế đột phá, cũng như tại giải National Television Awards năm 2011 cho hạng mục Digital Choice. Jane Lynch được đề cử giải Nữ diễn viên phim truyền hình tại lễ trao giải Comedy Awards đầu tiên. Ian Brenna, Brad Falchuk và Ryan Murphy được đề cử cho hạn mục Sê ri phim truyền hình hài tại giải Writers Guild of America Awards năm 2011, cũng như cùng với Di Loreto và Kenneth Silverstein, được đề cử cho hạng mục Nhà sản xuất phim truyền hình dài tập xuất sắc tại giải Producers Guild of America Awards năm 2010.

## DVD và Blu-ray
Glee: Season 2, Volume 1 bao gồm 10 tập đầu tiên của mùa thứ hai và được phát hành dưới dạng một bộ 3 đĩa DVD vào ngày 25 tháng 1 năm 2011 ở Mỹ và Canada, ngày 23 tháng 3 năm 2011 ở Úc và New Zealand và ngày 4 tháng 4 năm 2011 ở Anh và Ireland. 12 tập cuối được phát hành trong Glee: Season 2, Volume 2 vào ngày 13 tháng 9 năm 2011 tại Mỹ. Glee: The Complete Second Season được phát hành trong cùng ngày dưới định dạng DVD và Blu-ray. 2 DVD và 1 đĩa Blu-ray này được phát hành ở Anh vào ngày 19 tháng 9 năm 2011, và ở Úc vào ngày 5 tháng 10 năm 2011. Amazon.com bắt đầu nhận đặt trước bộ đĩa đầy đủ từ tháng 9 năm 2010 trong tuần đầu tiên mùa thứ hai được phát sóng.